# Vùng mỏ Nord - Pas de Calais

Vị trí của vùng mỏ Nord-Pas de Calais.

Vùng mỏ Nord - Pas de Calais là một cảnh quan đáng chú ý của vùng khai thác than kéo dài từ năm 1700 đến 1900, minh họa cho một giai đoạn quan trọng trong lịch sử công nghiệp châu Âu  được UNESCO công nhận di sản thế giới vào năm 2012.
Di sản này bao gồm 109 công trình với tổng diện tích 120.000 ha, trải dài trên 120 km (đến tận biên giới với Bỉ) thuộc hai vùng là Nord và Pas de Calais, phía Bắc nước Pháp.
Đây là ví dụ điển hình về một mô hình khai thác than và quy hoạch đô thị có từ thế kỷ 18 bao gồm: các cơ sở hạ tầng phục vụ công việc khai thác (hầm mỏ, nhà ga, kênh mương, đường sắt. khung tời, đống sỉ than..) và các công trình công cộng (làng khai thác mỏ, các khu vườn, tòa thị chính, nhà thờ, trường học, cơ sở y tế, văn hóa, các công trình kỉ niệm..) tạo thành chuỗi liên tục của một mô hình khai thác công nghiệp được bảo quản tốt trong suốt hơn ba thế kỷ.

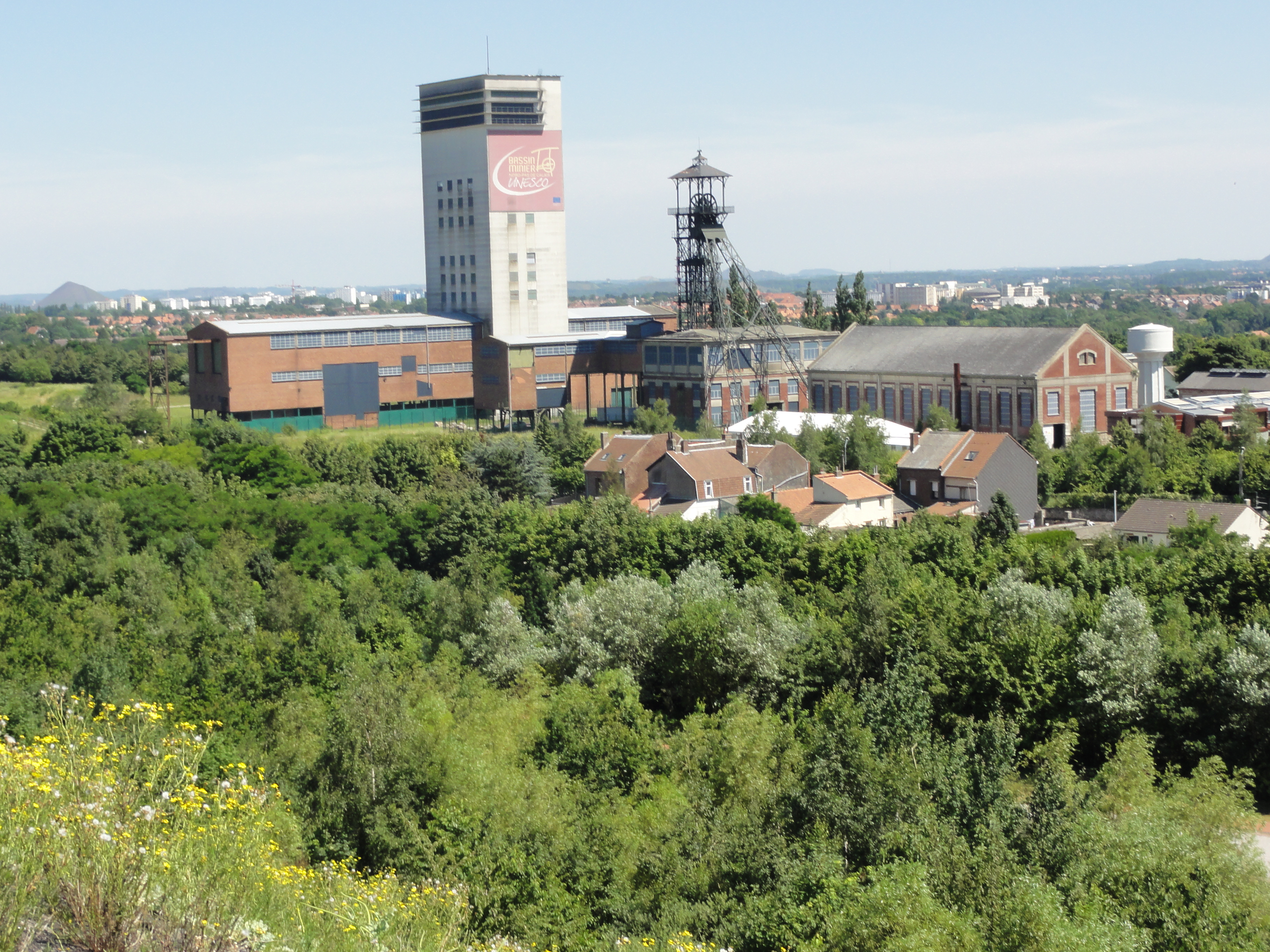
Fosse n° 11 - 19 de Lens.
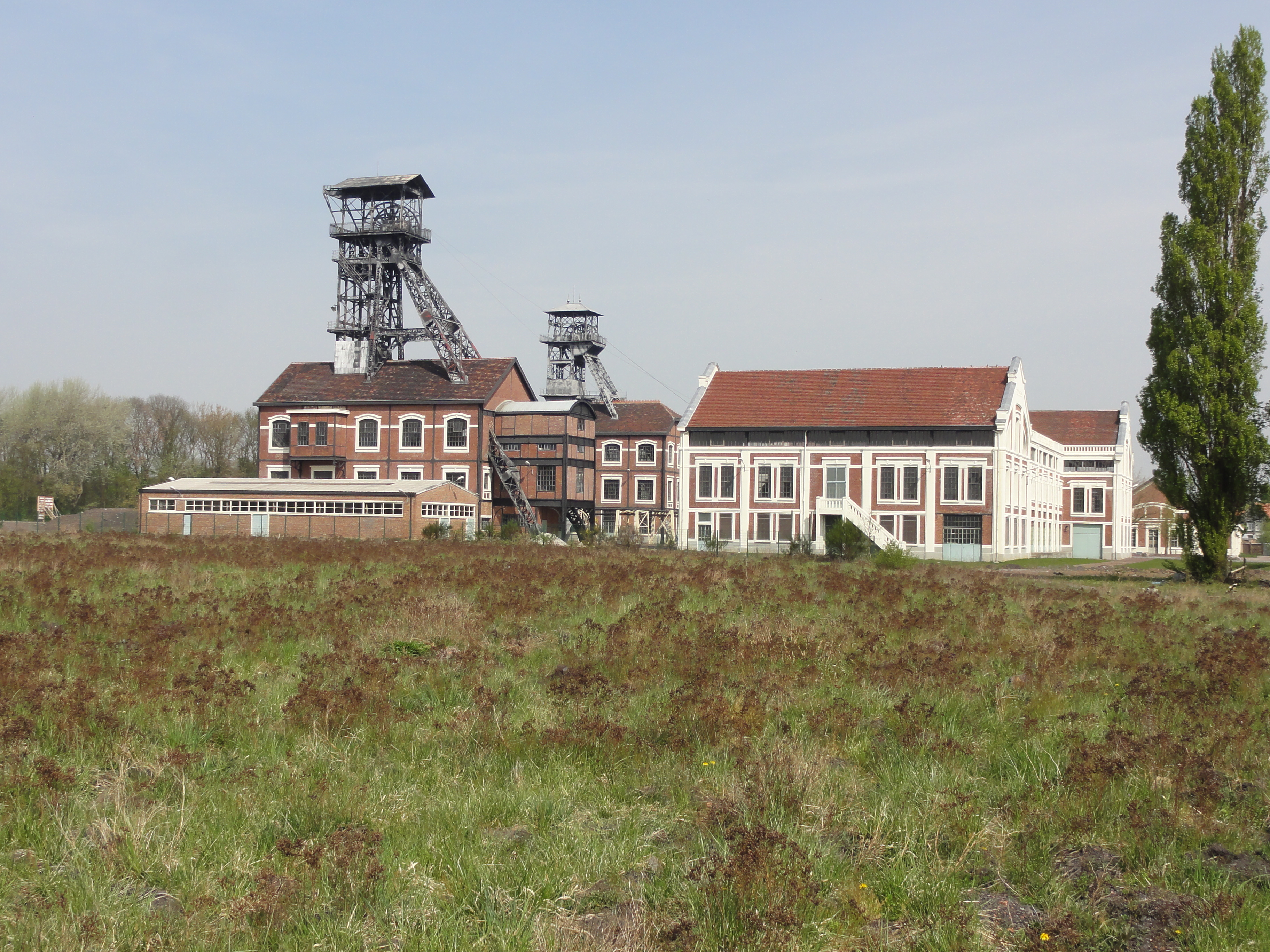
Fosse n° 9 - 9 bis de Oignies.
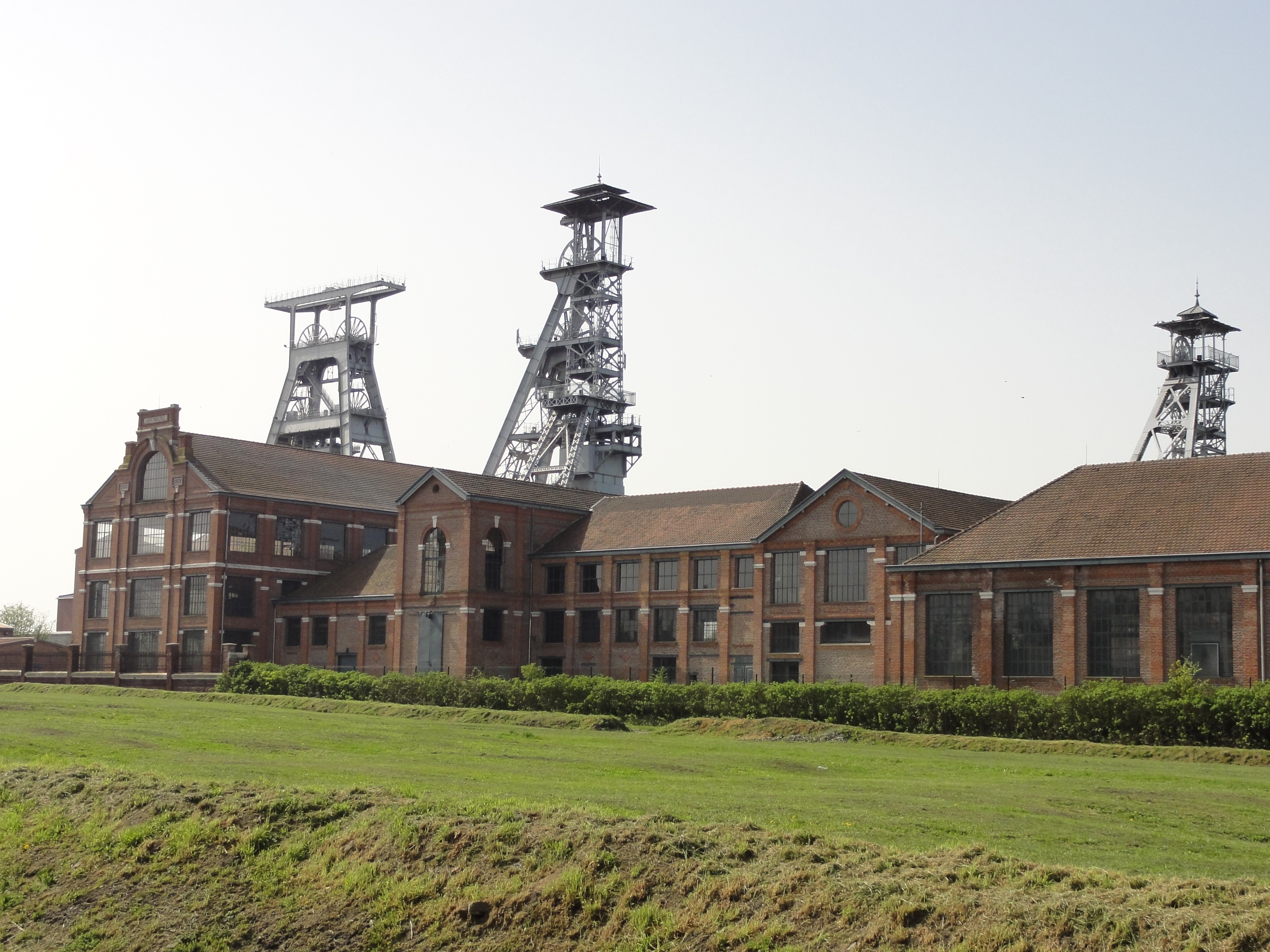
Fosse Arenberg.
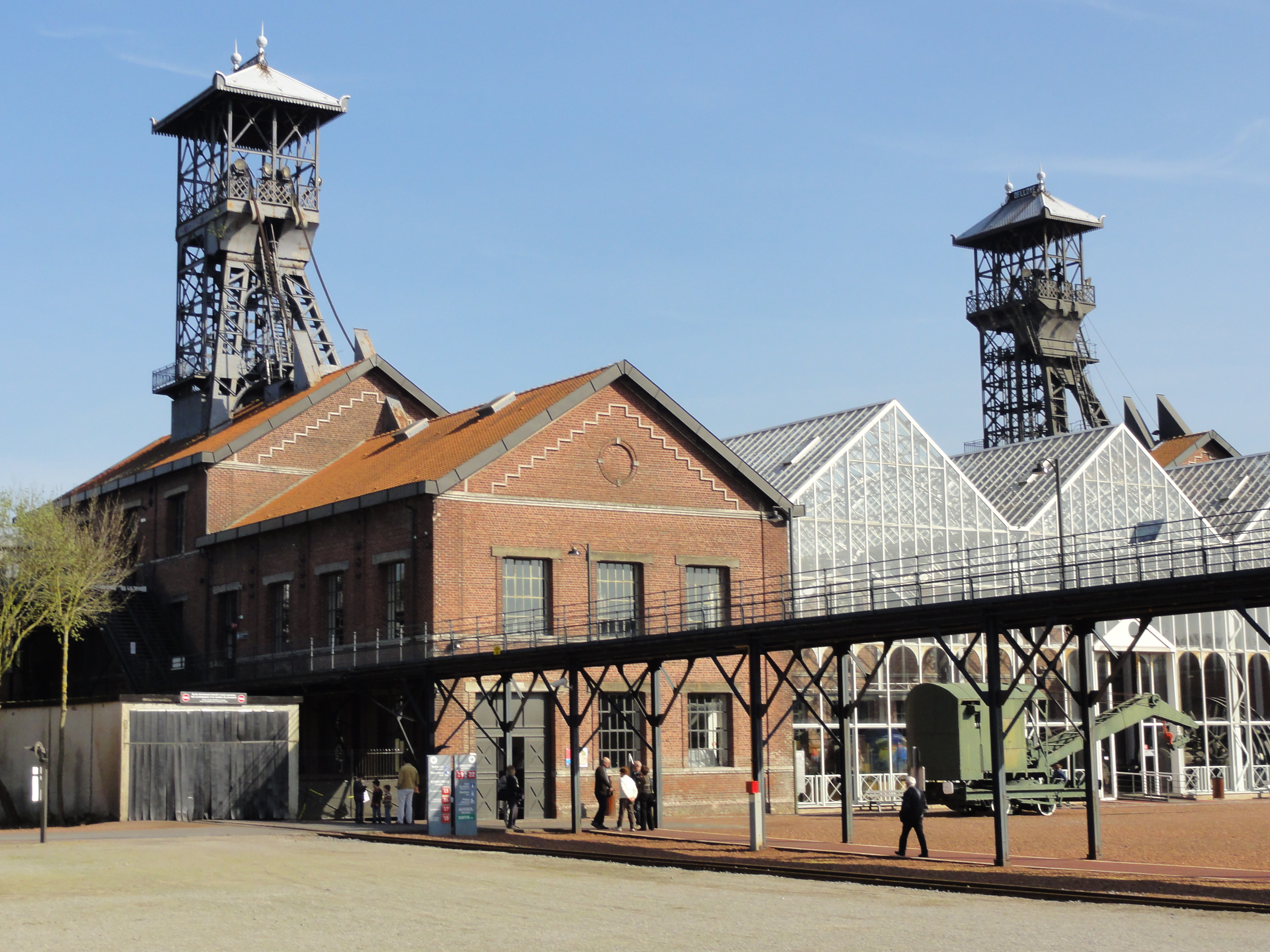
Fosse Delloye.